# 東京市電氣局乙1000型電車
東京市電氣局乙1000型電車（日语：／ Tōkyōshi denkikyoku otsu-1000-gata densha */?）為東京都交通局（东京都电车）的一款货运型有轨电车，现在已经退出使用。

## 慨要
乙1000型为敞篷货运型有轨电车，于1925年由東京都电气局制造，共45辆，编号1001~1045。其主要的目的是用于关东大地震之后的重建工作，负责把多摩川的建筑材料通过玉川电气铁道运送至涩谷。不同于乙10型电车，这款电车使用了木质材料。
在第二次世界大战结束后，仅1035、1036、1044号3辆车留存了下来。之后这3辆车重新编号为1001~1003，并分配在三田车库、大久保车库和三之轮车库，主要负责给芝浦工场和各工厂之间搬运材料用，电车最终于1969年至1971年之间整车报废。